# Pláče kočka
Pláče kočka je česká hudební skupina, vznikla na podzim roku 2000 v Praze. Počátky kapely však sahají do roku 1999, kdy Jakub Sejkora spolupracoval s Tomášem Najbrtem, ten však byl velmi časově vytížený a spolupráci ukončil. Kapela hraje hudbu odkazující na hospodské písně, ale také šraml nebo kabaretní hudbu, je ovlivněna jazzem a lidovými písněmi.
Složení kapely se dalo dohromady během svého působení na pražském hřbitově Malvazinky, kde pracovali coby hrobníci. To ovlivnilo i jejich tvorbu, ve které na tuto tematiku odkazují (např. „Hrobnická“). Zároveň je jejich tvorba spjata s prostředím pražské Libně kde řadu let žili, což opět ovlivnilo jejich písně (např. „Mustangové z Libně“). Doposud nahráli dvě alba. První Malvazinky z roku 2006 a Se slepým kocourem z roku 2009.

## Divadlo
Kapela také spolupracovala na hudební podobě několika divadelních představení realizované Sdružením Serpens. V roce 2008 na představení Dárek pro hraběnku v prostorách Trojského zámku, které vzniklo u příležitosti renesančních slavností. V roce 2009 pak na představení Hlína aneb potíže s Golemy k 400. výročí narození Maharala, tvůrce Golema.

## Členové
- Jakub Sejkora – zpěv, housle, banjo
- Josef Jeřábek – akordeon
- Tomáš Jeřábek – bicí, trumpeta

Členkou kapely je od roku 2004 také Jana Modráčková (bicí), v současnosti ale s kapelou nekoncertuje.

## Diskografie
- 2006 - Malvazinky, (Magic Tree, CD)
- 2009 - Se slepým kocourem (Indies Happy Trails, CD)
- 2015 – Alt Lieben